# Zofka Kveder
Zofka Kveder (22. dubna 1878, Lublaň – 21. listopadu 1926, Záhřeb) byla slovinská spisovatelka a publicistka.
Zofka Kveder je jedna z prvních slovinských spisovatelek. Do slovinské literatury se nezapsala ani tak vysokou uměleckou hodnotou svých děl jako poukazováním na bezpráví žen. Zajímala se o sociální a ženskou otázku, která se u ní často proplétala s láskou. Patří k druhé generaci slovinských naturalistů, především díky naturalistickému popisování prostředí, dědičnosti a erotiky.

## Životopis

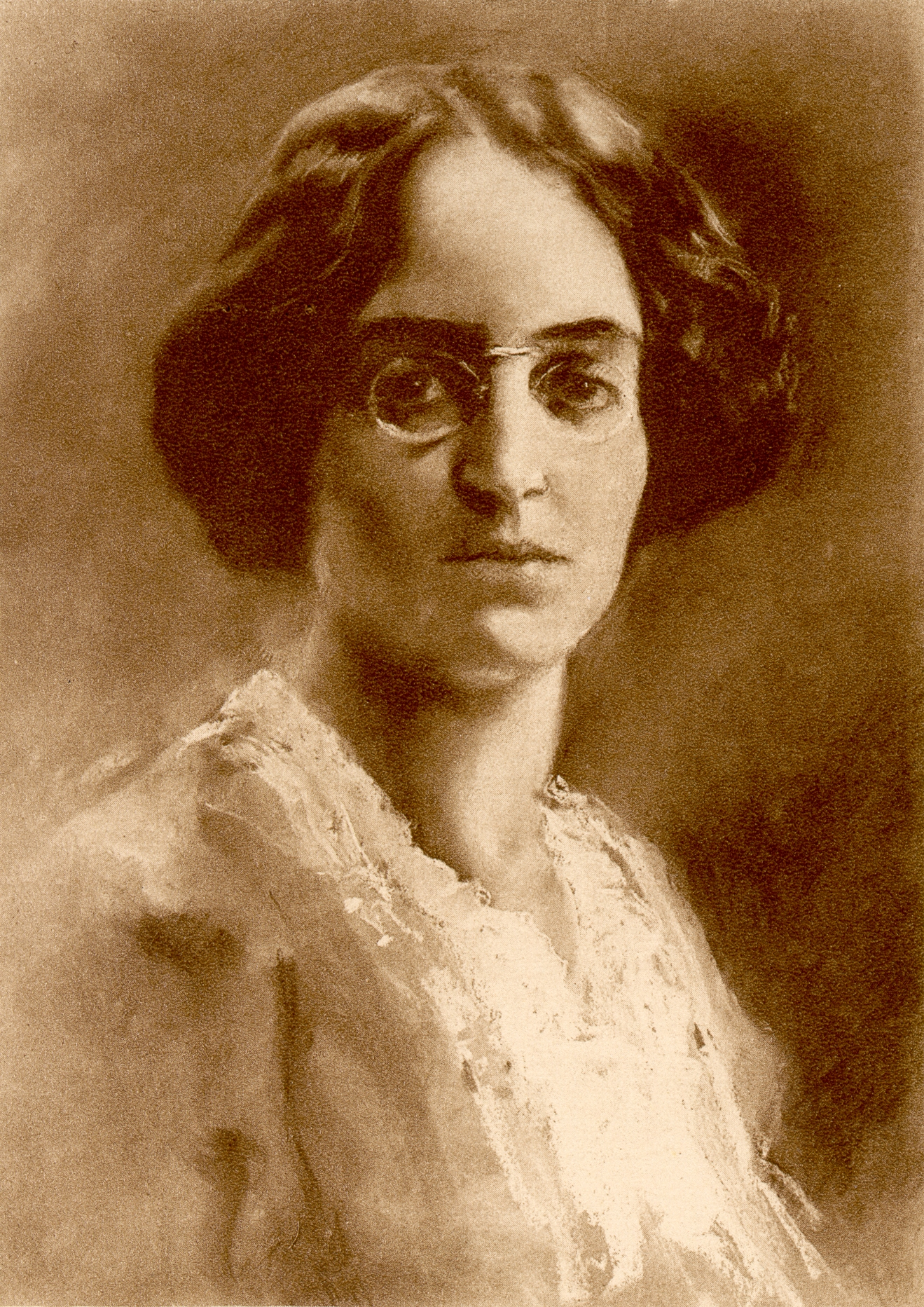
Zofka Kveder

Narodila se v rodině Janeze (Ivana) Kvedera (1846–1908) železničního úředníka a Nežiky rozené Legatové (1851–1915).
Vyrůstala v Loškem Potoku na Notraňsku, který byl v té době jednou z nejodlehlejších, nejchudších a nejzaostalejších obcí ve Slovinsku. Byly to pro ni nejhorší dny jejího života. Otec pil a ztrpčoval tím život svým třem dětem i ženě. Kvůli neúnosným poměrům, touze po vzdělání a samostatném životě opustila rodiče a roku 1897 se odstěhovala do Lublaně. Tam získala práci v advokátní kanceláři politika Ivana Šusteršiče. V lednu 1899 se přestěhovala do Terstu a našla si práci v časopisech Edinost a Slovenka. Jistou dobu žila rovněž ve švýcarském Bernu, kde studovala na univerzitě. 
V roce 1900 se přestěhovala do Prahy, v roce 1904 začala redigovat společenský měsíčník Domači prijatelj, který odebírala skoro každá slovinská domácnost. V Praze se jí roku 1901 narodila první dcera Vladimíra (svědci otcovství byli Cyrill Dušek a Viktor Dyk). O dva roky později se zde provdala za jejího otce, studenta Lékařské fakulty Univerzity Karlovy, Vladimira Jelovška (1879–1934), chorvatského modernistického básníka. V Praze spolupracovala se Zdenkou Háskovou, přítelkyní a překladatelkou do češtiny.
Roku 1906 se rodina přestěhovala do Záhřebu, kde Zofka porodila další dvě dcery – Mašu (1906) a Miru (1911–2000). V Záhřebu si našla práci v redakci záhřebského deníku Agramer Tagblatt, redigovala jeho přílohu pro ženy Frauen Zeitung, kde uveřejňovala črty o svých dětech a novely s válečnou tematikou. Po rozvodu s Jelovškem se v roce 1913 znovu provdala, a to za sociálnědemokratického politika Juraje Demetroviće (1885–1945). V letech 1917–1920 vydávala časopis Ženski svijet (od roku 1918 se jmenoval Jugoslovanska žena), v roce 1921 vyšel Almanach jugoslovanskih žena.

Zofka Kveder se stala jednou z ústředních postav slovinského ženského hnutí, a to i proto, že jako jedna z mála feministek toho období udržovala kontakty s mnoha dalšími feministkami z oblasti střední a jihovýchodní Evropy, také s rakouskou političkou Marthou Tausk (1881–1957). 
V roce 1898 poslala své první črty různým časopisům: Slovence a Edinosti do Terstu, Slovenskemu narodu, Domu i svetu; a ty je uveřejňovaly. Později jí bylo zakázáno psát, a tak jistou dobu publikovala pod pseudonymem Kopriva, pod nímž vyšla autobiografická povídka Moja prijateljica (1900). V tom samém roce vydala svou první knihu Misterij žene, která vedle jejích zkušeností z domova odrážela i zážitky z Terstu. Jednalo se o sbírku črt, jejichž společným tématem byl život bezprávné ženy, oběti společenských poměrů, a kritika patriarchálního uspořádání rodiny.

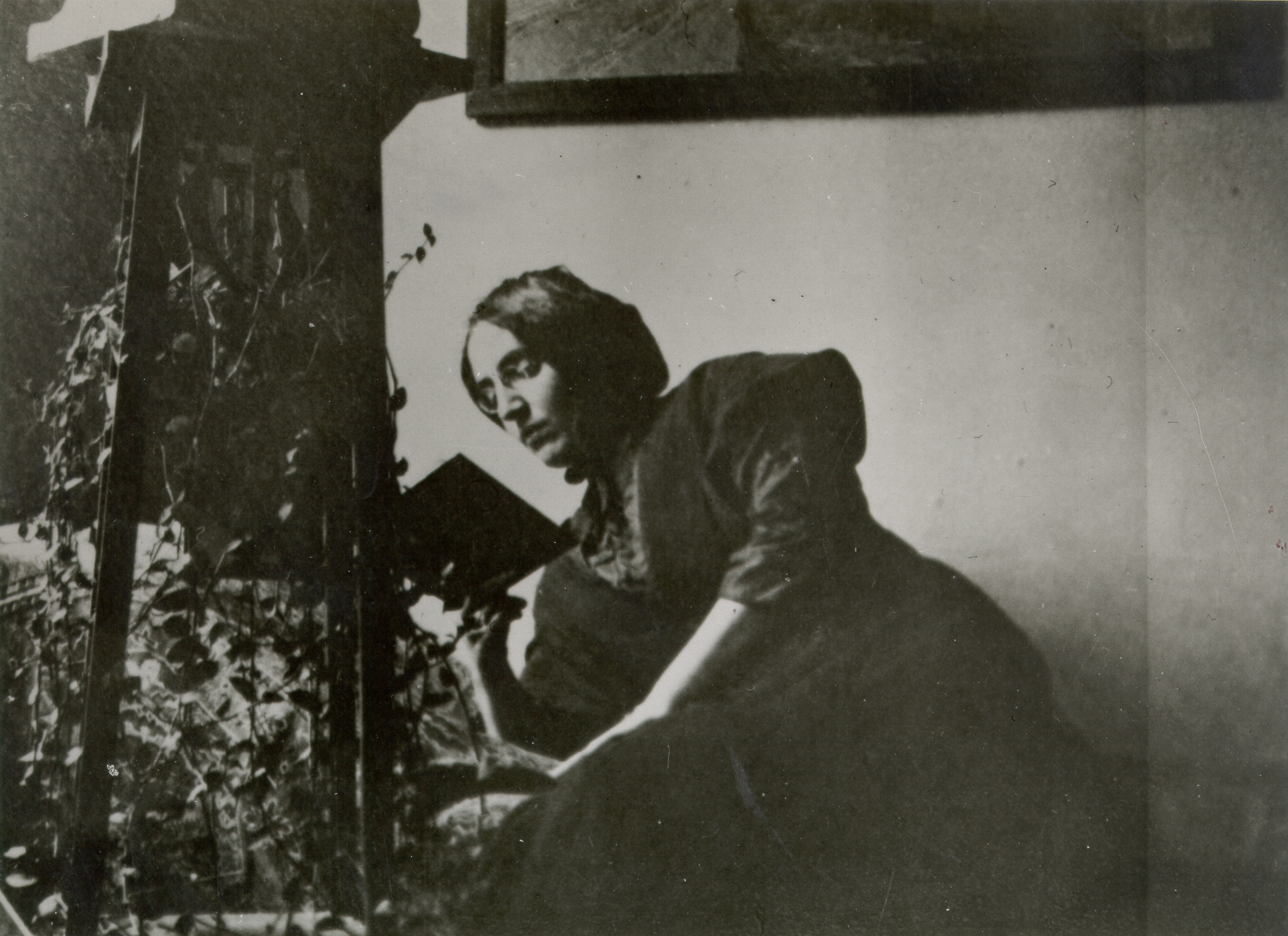
Zofka Kveder (1878–1926)

Dramatické jednoaktovky sebrala v knize Ljubezen (1901). Za ní následovaly sbírky krátké prózy Odsevi (1902), Iz našich krajev (1903) a Iskre (1905). Mezi významnější dramata patří její sociální drama Amerikanci (1908), které ukazuje chudobu a rozčarování jako důvody pro emigraci obyvatel jedné vsi na Notraňsku. Ve většině svých děl se vyrovnávala s bolestí, kterou jí způsoboval otcův alkoholismus, hlavně v novele V oblasti teme a románu Njeno življenje (1918). Ten je jejím nejvýznamnějším dílem, opírajícím se o doktrínu o dědičnosti a vlivu okolí, ale vycházejícím ze života, z nevzdělanosti a trpného údělu žen, pro něž záchranu znamená smrt. To bylo také poslední dílo napsané ve slovinštině. Potom psala už jen v srbštině a chorvatštině (román Hanka, Jedenaest novela, drama Unuk kraljevića Marka…). Přispívala také do německých, chorvatských a českých časopisů (Zář). 
28. března 2024 jí byla na v Praze na Kamenické 656/56 odhalena pamětní deska.

## Dílo
Próza
- Misterij žene, 1900 – črty
- Odsevi, 1902 – novely
- Iz naših krajev, 1903 – novely
- Iskre, 1905 – črty
- Njeno življenje, 1914 – román
- Hanka, 1917 – chorvatsky psaný román, český překlad v roce 1927

Dramata
- Ljubezen, 1901 – sbírka
- Amerikanci, 1908
- Arditi na otoku Krku, 1922

Slovinské výbory
- Vladka in Mitka, 1927
- Vladka, Mitka in Mirica, 1928
- Izbrano delo Zofke Kvedrove I–VI, VIII, 1938–1940
- Veliki in mali ljudje, 1960
- Odsevi, 1970
- Vladka, Mitka, Mirica, 1978
- Njeno življenje, 1980

### V češtině
- Povídky – 59 s. Praha: časopis Zář, 1904
- Nada – Praha: Zář, 1907[5]
- Povídky – 116 s. Praha: Zář, 1907?
- Vesnické povídky – 344 s. Praha: Jan Otto, 1907
- Ze života záhřebské služky – Praha: Zář, 1908
- Povídky. 1. díl – 103 s. Praha: Zář, 1910
- Povídky. 2. díl [Elisa. Ivo a jeho žena. Z cesty. Příhoda z vlaku. Těžká a neznámá cesta. Syn] 80 s. [Obsahuje přítisk Dvě povídky Anatola France: Místodržitel Judský a Kejklír matky boží]. Praha: Zář, 1910[6]
- Vlada a Marja – Praha: Grosman a Svoboda, 1913
- Vlada a Marja – Chicago: Ženské listy, 1914[7]
- Příběh z cesty – in: 1000 nejkrásnějších novel č. 87, přeložil F. V. Zíbr, 1915
- Její život – př. Janko Pihlar. Brno: Nové ilustrované listy, 1923